# SN 2006tq
SN 2006tq – supernowa typu Ic odkryta 17 grudnia 2006 roku w galaktyce A021000-0406. Jej maksymalna jasność wynosiła 22,10m.